# طريق الأنبياء
طريق الأنبياء هو طريق السفر الرئيسي القديم، والواصل بين مكة المكرمة والمدينة المنورة. سلكه النبي محمد ﷺ في الهجرة النبوية إلى المدينة المنورة وحجة الوداع وفي فتح مكة وخلال بعض غزاوته، واستخدم هذا الطريق عبر مئات السنيين كطريق للقوافل والمسافرين.

## التسمية
سبب تسميته بـ طريق الأنبياء، فترجع إلى أنه الطريق الذي سلكه الأنبياء منذ عهد أبي الأنبياء إبراهيم عليه السلام وحتى خاتمهم محمد صلى الله عليه وسلم، حيث ورد في الأحاديث النبوية، أن موسى عليه السلام سلك هذا الطريق. وورد أن النبي صلى الله عليه وسلم مر بوادي الأزرق (قرب خليص) فقال: أي وادٍ هذا؟ فقالوا وادي الأزرق، قال: كأني انظر إلى موسى عليه السلام هابطاً من الثنية (ثنية لفت) له جؤار- أي صوت مرتفع - إلى الله تعالى بالتلبية، ثم أتى على ثنية هرشى (مازالت معروفة بهذا الاسم) وقال: أي ثنية هذه؟، قالوا ثنية هرشى، قال: كأني انظر إلى يونس بن متى على ناقة حمراء جعدة عليه جبة صوف خطام ناقته خلبة (أي ليف) وهو يلبي. وكذلك ما روي عن ابن عباس رضي الله عنه أن النبي صلى الله عليه وسلم قال «سلك فج الروحاء سبعون نبيا حجاجا عليهم ثياب الصوف».

## طول الطريق
طول هذا الطريق ومن المدينة إلى مكة : 225 مائتان وخمسة وعشرون ميلاً . وأغلب الجغرافيين قالوا بأن الميل يساوي 1820 مترا، فتكون المسافة: 225× 1820 = 409500 مترا (409.5 كلم).
ومن المدينة إلى مكة مائتان وخمسة وعشرون ميلا. والحاج ينزلون هذه المنازل وغيرها من المناهل، ويطول قوم ويقصر آخرون على ما يذهبون إليه في المسير من السرعة والإبطاء، فيدخل الناس إلى مكة من ذي طوى - وهي أسفل مكة، ومن عقبة المدنيين - وهي أعلى مكة - ومنها دخول رسول الله صلى الله عليه وسلم.

## المراحل والمنازل
المراحل والمنازل على الطريق بين مكة المكرمة والمدينة المنورة عددها عشرة، ويستغرق قطع كل مرحلة يوم واحدا، سواء كان السفر مشيا أو على ظهر الدواب، وتكون مدة السفر للقافلة بين مكة والمدينة المنورة في عشرة أيام.
- المرحلة: هي مسافة السفر التي تقطع في يوم واحد، ويكون عادة متوسط مسافتها في حدود 6 أو 7 فراسخ.
- المنزل: هو الموقع المأهول بالسكان وتوجد بها مياه، ويكون بين مراحل السفر.

فال المقدسي، في كتابه: أحسن التقاسيم في معرفة الأقاليم:
وقد جعلنا المراحل ستّة فراسخ وسبعة فان زادت نقطنا على الهاء نقطتين فان جاوزت العشرة نقطنا تحت اللام نقطتين فان نقصت عن الستّة نقطنا فوق الهاء نقطة تأخذ من مكّة إلى بطن مرّ مرحلة ثم إلى عسفان مرحلة ثم إلى خليص وأمج مرحلة ثم إلى الخيم مرحلة ثم إلى الجحفة 15 مرحلة ثم إلى الأبواء مرحلة ثم إلى سقيا بنى غفار مرحلة ثم إلى العرج مرحلة ثم إلى الرّوحاء مرحلة ثم إلى رويثة مرحلة ثم إلى يثرب مرحلة.

## المراحل من المدينة إلي مكة
- مرحلة 1: من المدينة إلى ذي الحليفة، ثم إلى الحفيرة، ثم إلى ملل، ثم إلى السيالة.
- مرحلة 2: من السيالة، ثم إلى الروحاء، ثم إلى الرويثة. (أربعة وثلاثون ميلاً) تقريبا.
- مرحلة 3: من الرويثة، إلى العرج.
- مرحلة 4: من العرج، إلى سقيا بني غفار.
- مرحلة 5: من سقيا بني غفار، إلى الأبواء. (سبعة وعشرون ميلاً) تقريبا.
- مرحلة 6: من الأبواء، إلى الجحفة. (سبعة وعشرون ميلاً) تقريبا.
- مرحلة 7: من الجحفة، إلى قديد. (ستة وعشرون ميلاً) تقريبا.
- مرحلة 8: من قديد، إلى عسفان. (أربعة وعشرون ميلاً) تقريبا.
- مرحلة 9: من عسفان، إلى بطن مر. (ثلاثة وثلاثون ميلاً) تقريبا.
- مرحلة 10: من بطن مر، إلى مكة. (ستة عشر ميلاً) تقريبا.

### المرحلة الأولى
تبدا المرحلة الأولى من طريق الأنبياء بالخروج من المدينة غرباً، ثم ذي الحليفة ويتجه إلى البيداء (تسمى الآن: صمد صلصل)، ثم يصعد في ثنية الحفيرة (تسمى الآن: المفرحات)، ثم يهبط وادي ملل، ثم وادي مرى ثم وادي الغميس، ثم يمر على صخيرات اليمام وثم السيالة وهي المحطة الأولى.

### المرحلة الثانية
وتبدأ المرحلة الثانية من طريق الأنبياء، من السيالة، ثم شرف الروحاء وبها مسجد للنبي ﷺ (لا يعرف مكانه الآن بالتحديد) - ويوجد مكان يشتبه به أن يكون المصلى ولا يستبعد أن يكون ذات موضع مسجد النبي صلى الله عليه وسلم الوارد في صحيح البخاري، ثم يمر الطريق بعرق الظبية وفج الروحاء وفيهما مسجدان نبويان أحدهما في عرق الظبية (معروف الآن) والآخر في وسط الروحاء صلى فيه النبي صلى الله عليه وسلم عدة مرات في روحه وإيابه من غزوة بدر والفتح وغيرهما.
وهذا المسجد بالذات ما زال موجوداً وكانت تقام فيه الصلاة منذ العهد النبوي وإلى وقت ليس ببعيد، وهو على الجادة العظمى وقد ساءت حالته الآن، والمؤمل من الجهة المختصة أن تعيد بناءه وتجعله مسجداً جامعاً لأهل القرية والقرى المجاورة، فهو من المساجد النبوية المأثورة.

### المرحلة الثالثة
وتبدأ المرحلة الثالثة من الروحاء باتجاه الغرب إلى المنصرف (المسيجيد) وبها مسجد نبوي مشهور، ثم الاتجاه جنوبا إلي الرويثة (محطة خلص)، ثم الجي (البنانية) ثم شرف الأثاية (الشفية) ثم العرج (النظيم).

### المرحلة الرابعة
من العرج (النظيم)، إلي يدعا (الوطية) ثم الطلوب (الحفاة)، ثم القاحة (بئر قيضي) ثم السقيا (أم البرك).

### المرحلة الخامسة
من السقيا (أم البرك) ثم البستان (معروف).

### المرحلة السادسة
من البستان (معروف) ثم إلي الأبواء ثم ثنية هرشى ( معروفة) ثم الجحفة.

### المرحلة السابعة
من الجحفة ثم إلي كلية ثم قديد.

### المرحلة الثامنة
من قديد ثم ألي ثنية لفت (لفيت) ثم أمج (خليص) ثم عسفان.

### المرحلة التاسعة
من عسفان ثم إلي مر الظهران (وادي فاطمة).

### المرحلة العاشرة
من مر الظهران (وادي فاطمة) ثم إلي سرف (النوارية) ثم التنعيم وهو حد الحرم المكي من الناحية الشمالية.

## المراحل من مكة إلي المدينة
- مرحلة 1: من مكة إلى بطن مر.
- مرحلة 2: ثم إلى عسفان.
- مرحلة 3: ثم إلى خليص.
- مرحلة 4: ثم إلى قديد.
- مرحلة 5: ثم إلى الجحفة
- مرحلة 6: ثم إلى الأبواء
- مرحلة 7: ثم إلى سقيا بني غفار
- مرحلة 8: ثم إلى العرج
- مرحلة 9: ثم إلى الرويثة
- مرحلة 10: ثم إلى الروحاء
- مرحلة 11: ثم إلى السيالة
- مرحلة 12: ثم إلى ملل
- مرحلة 12: ثم إلى الحفيرة
- مرحلة 13: ثم إلى ذي الحليفة

## ما ذكره المؤرخون
قال اليعقوبي:
- ومن المدينة إلى مكة عشر مراحل عامرة آهلة: فأولها: ذو الحليفة ومنها يحرم الحاج إذا خرجوا من المدينة، وهي على أربعة أميال من المدينة، ومنها إلى الحفيرة وهي منازل بني فهر من قريش، وإلى ملل وهي في هذا الوقت منازل قوم من ولد جعفر بن أبي طالب، وإلى السيالة وبها قوم من ولد الحسن بن علي بن أبي طالب عم وكان بها قوم من قريش وغيرهم، وإلى الروحاء وهي منازل مزينة، وإلى الرويثة وبها قوم من ولد عثمان بن عفان وغيرهم من العرب، وإلى العرج وهي أيضا منازل مزينة، وإلى سقيا بني غفار وهي منازل بني كنانة، وإلى الأبواء وهي منازل أسلم، وإلى الجحفة وبها قوم من بني سليم وغدير خم من الجحفة على ميلين عادل عن الطريق، وإلى قديد وبها منازل خزاعة، وإلى عسفان، وإلى مر الظهران وهي منازل كنانة، وإلى مكة.[7]
- ومن المدينة إلى مكة مائتان وخمسة وعشرون ميلا. والحاج ينزلون هذه المنازل وغيرها من المناهل، ويطول قوم ويقصر آخرون على ما يذهبون إليه في المسير من السرعة والإبطاء، فيدخل الناس إلى مكة من ذي طوى - وهي أسفل مكة، ومن عقبة المدنيين - وهي أعلى مكة - ومنها دخول رسول الله صلى الله عليه وسلم.